# Adrian Łyszczarz
Adrian Łyszczarz (Oleśnica, 22 agosto 1999) è un calciatore polacco, centrocampista dell'Odra Opole.

## Caratteristiche tecniche
È un trequartista.

## Carriera

### Club
Ha giocato nella prima divisione polacca.

### Nazionale
Con la nazionale Under-20 polacca ha preso parte al campionato mondiale di calcio Under-20 2019.